# Chrysina woodi
Chrysina woodi är en skalbaggsart som beskrevs av Horn 1883. Chrysina woodi ingår i släktet Chrysina och familjen Rutelidae. Inga underarter finns listade i Catalogue of Life.